# Les Grands Ballets Canadiens
Les Grands Ballets Canadiens de Montréal (рус. Большой канадский балет Монреаля; до 2000 года Les Grands Ballets Canadiens) — канадская балетная труппа, основанная в Монреале в 1958 году Людмилой Ширяевой. Входит в число трёх ведущих канадских балетных трупп, демонстрируя наиболее авангардный репертуар.

## История
Труппа была основана в 1958 году в Монреале Людмилой Ширяевой, которая жила там с 1952 года, после иммиграции из Европы. К этому времени Ширяева уже успела поставить в Канаде несколько балетов для программы L’Heure du concert на канале французского вещания CBC, а в 1954 году основала в Монреале балетный коллектив Les Ballets Chiriaeff, дававший спектакли несмотря на противодействие католической церкви Квебека, в которой балет считался аморальным искусством. С 1952 года в Монреале также действовала балетная школа под руководством Ширяевой.
Новая труппа, в которой в момент основания насчитывалось 16 танцоров, стала преемницей Les Ballets Chiriaeff, и в том же году при ней была создана балетная академия, задачей которой стала подготовка кадров для Les Grands Ballets Canadiens (в 1970 году она была преобразована в Высшую танцевальную школу Квебека). В 1974 году Ширяева покинула пост художественного руководителя Большого балета, но продолжала возглавлять свои балетные школы вплоть до 1992 года.
Коллектив впервые посетил США с гастролями уже в 1959 году, а Европу — десятилетием позже. После ухода Ширяевой с поста художественного руководителя коллектива его возглавил канадский хореограф Брайан Макдональд, занимавший эту должность до 1978 года, с ней также сотрудничали канадские хореографы Фернан Но и Брайдон Пейдж и такие специалисты из-за рубежа, как Джордж Баланчин, Джон Батлер, Лар Любович, Ханс ван Манен, Начо Дуато и Пол Тейлор. В 1970 году международную известность коллективу принёс балет «Томми» — поставленная Фернаном Но балетная адаптация одноимённой рок-оперы группы The Who. Значительное место в репертуаре коллектива занимали обновлённые постановки Русского балета Дягилева, в том числе «Петрушка», «Кошка», «Послеполуденный отдых фавна», «Весна священная» и «Треуголка».
В течение семи лет с 1978 года руководство труппой осуществлял комитет, в который входили балетмейстер Линда Стернс, тренер танцоров Дэниел Джексон и генеральный директор коллектива Колин Макинтайр. Макинтайр временно покинул труппу в конце 1984 года, и с 1985 по 1987 год Стернс делила должность художественного директора с Жанной Рено, известной по своей работе с «Автоматистами», после её ухода в декабре 1987 года снова оставшись единственным художественным директором. С 1984 по 1990 год постоянным хореографом коллектива был Джеймс Куделка, и в 1984 году Les Grands Ballets Canadiens стал первой канадской балетной труппой, выступавшей в коммунистическом Китае. В середине 1980-х годов в работах труппы наметился сдвиг в сторону современного танца, что дало основание части критиков упрекнуть её в отрыве от балетных корней. Позже доля балетов классического типа в репертуаре коллектива снова возросла, но он остаётся наиболее авангардистским из трёх ведущих балетных трупп Канады.
С августа 1989 по 1999 год пост художественного директора занимал известный американский танцовщик и педагог Лоуренс Родс. С конца 1999 года коллектив возглавляет выходец из Македонии Градимир Панков. Под руководством Панкова в репертуаре Les Grands Ballets Canadiens de Montréal более заметное место стали занимать масштабные сюжетные постановки, в том числе «Кармен» Диди Велдман (2000), «Пиковая дама» Кима Брандструпа (2001), «Ромео и Джульетта» Жана-Кристофа Майо (2004). Труппа первой в Канаде представила балеты шведского хореографа Матса Эка, активно сотрудничает с чехом Иржи Килианом и современными хореографами из Дании, Израиля, Испании и Италии. Помимо Дягилевских балетов, исторические работы, восстановленные на сцене монреальского театра, включают «Зелёный стол» Курта Йосса.